# سفارة كوريا الجنوبية في الدنمارك
سفارة كوريا الجنوبية في الدنمارك هي أرفع تمثيل دبلوماسي لدولة كوريا الجنوبية لدى الدنمارك. تقع السفارة في Gentofte Municipality ‏ وهي تهدف لتعزيز المصالح الكورية جنوبية في الدنمارك.

## وصلات خارجية
- الموقع الرسمي
- قائمة سفارات كوريا الجنوبية
- قائمة السفارات في الدنمارك